# 若菜瀬奈
若菜 瀬奈（わかな せな、1978年3月14日 - ）は、日本の元AV女優。

## 略歴
東京都出身。1990年代後期を代表するAV女優の1人。
1997年5月に『一途な恋』でAVデビュー、スレンダーな体とハードなプレーで人気となった。引退作となった1999年8月の『ファイナル・ハードコア』ではオランダロケも行われた
引退と前後して、アダルト専門チャンネル「チェリーボム」開設一周年記念企画で、本城小百合、桜井風花、桜真琴とユニット・「チェリーボンバーズ」を結成し、CDや写真集を制作している。
1999年6月には、プロレス団体「FMW」の女子マネージャーに就任。同年9月24日には後楽園ホールで一度だけレスラーとして、チョコボール向井、フライングキッド市原らとタッグを組み、試合に臨んでいる（3人対外道1人のハンディキャップマッチ）が、外道の頭突き一発で失神し敗戦。また、時折リングで服を脱いで薄着姿になるセクシーショーも展開した。同年11月23日の横浜アリーナ大会では第1試合にマネージャーとして秘書姿で登場し、試合中突如服を脱いで参戦し、相手チームマネージャーの荒井薫子とキャットファイトを展開、勝利に貢献した。2000年3月には同マットとの決別を宣言している。
その後はセクシータレント、SENAとして短期間活動したあと、消息が途絶えている。
第8回東京スポーツ映画大賞で主演AV女優賞を受賞している。

## 人物
- 趣味:旅行、ダンス、食べ歩き[8]

## 出演作品

### アダルトビデオ
1997年
- 一途な恋（5月30日、アリスJAPAN）＊デビュー作[3]
- 突きに願いを…（6月20日、アリスJAPAN）[3]
- パンスト天使（7月11日、アリスJAPAN）[3]
- 新・妹の下着 9（8月30日、VINL）
- シェールベストセレクション 3 小室友里・若菜瀬菜・持田薫（9月5日、HRC）
- 変貌 3（9月27日、VINL）
- しなやかな肢体（10月5日、サクセス・ビデオ・コミュニティー）
- 放課後泥棒（10月24日、VINL）
- 女尻（11月21日、アリスJAPAN）[3]
- 激唇（12月15日、アトラス）

1998年
- VINLハウスの果実たち VOL.8 若菜瀬奈・内田香織・星野夢香 他（1月17日、VINL）
- NEO出血大制服 38（1月25日、アトラス）
- 悩殺のエロス（2月10日、サクセス・ビデオ・コミュニティー）＊「パンスト天使」の再編集)
- H秘書はナマがお好き Part22（2月25日、シェール）
- 巨乳女子校生 こちらSEX捜査本部（3月27日、エイトマン）共演:七瀬あゆみ、有賀美穂、小沢まどか 他
- undress 3（4月25日、シェール）
- はみだし女教師 デカ乳系（4月27日、エイトマン）共演:瞳リョウ、有賀美穂、坂井真理絵、七瀬あゆみ
- メタモルフォーゼ（5月15日、KUKI）
- KUKI アダルトヒット大全集豪華版 3 女優編 一色彩果・瞳リョウ・若菜瀬奈 他（5月16日、KUKI）
- やりすぎ家庭教師 10（5月22日、h.m.p）
- おくちにおねだり 若菜瀬菜・小川明日香・坂井真理恵（6月1日、h.m.p）
- 放課後泥棒（6月5日、KUKI）
- 人間発電所（6月21日、SAMM）
- スーパーエロすぐり8連発！！ 3 巨乳女教師美乳女子校生編（6月26日、エイトマン TE-005）全8名
- 逆ソープ天国（7月17日、バビロン）[3]
- エレクトアイドル BEST8 Vol.2 小沢まどか・三咲まお・若菜瀬奈 他（8月1日、h.m.p）
- ザ・コールガール 10（8月25日、アトラス）
- コスプレ淫乱ドール（9月6日、アトラス21）
- ザ・限界 絶叫エクスタシー6連発!（9月22日、h.m.p）
- 妖宴 5（9月25日、シェール）
- フラッシュバック8（10月5日、バビロン)
- やりすぎ女教師 5（10月10日、h.m.p）
- AVアイドル伝説（10月15日、アトラス)
- 聖★痴女（11月20日、バビロン）[3]
- 逆ソープ天国貸切スペシャル 2（12月11日、アリスJAPAN）総集編 他出演:小室友里、七瀬あゆみ、瞳リョウ、望月ねね[3]
- 勿忘草（12月31日、シェール）

1999年
- NEO出血大制服スーパーコレクション 5 天野未来・舞島美織・光月夜也・若菜瀬奈 他（1月15日、アトラス21）
- 女尻CLIMAX 2nd 七瀬あゆみ・三浦あいか・若菜瀬奈・小室友里・河合美奈（1月15日、アリスJAPAN）
- 大全集 2（1月21日、h.m.p）
- 若菜瀬奈のうらの裏（1月31日、SAMM）
- NEO出血大制服DX 瞳リョウ・小室友里・麻生早苗・若菜瀬奈 他（2月15日、アトラス21）
- 人間廃業（2月19日、バビロン）[3]
- ワイセツ若菜瀬奈（2月25日、h.m.p）
- 若菜瀬奈の出張ワイフ（3月12日、バビロン）[3]
- AVアイドル・ヒッチハイカー（4月16日、バビロン）[3]
- 逆ソープ天国 スペシャルエレクト 1 小室友里・瞳リョウ・七瀬あゆみ・若菜瀬奈 他（4月23日、アリスJAPAN）
- スーパハードエクスタシー（4月30日、アトラス21）
- シェールプレミアムセレクション 3 若菜瀬奈・水谷あみ・大沢瞳・小室友里 他（5月18日、HRC）
- ザ・リアル 若菜瀬奈（5月27日、SAMM）
- 巡礼（6月30日、SAMM）
- 若菜瀬奈のエッチ100連発!（7月7日、h.m.p）
- 人間★廃業ファイル Vol.3（7月30日、バビロン）総集編 他出演:加納瑞穂、小室友里、三浦あいか、矢沢ようこ[3]
- ザ・コールガール SELECTION 瞳リョウ・鈴木麻奈美・若菜瀬奈 他（8月20日、アトラス21）
- H秘書はナマがお好きスペシャル PART.3 若菜瀬奈・麻生早苗・朝比奈リリ子 他（8月25日、HRC）
- ファイナル・ハードコア 若菜瀬奈・最後の夜（8月31日、SAMM）
- KUKI 20th Anniversary 若菜瀬奈・三浦あいか・川浜なつみ・鈴木麻奈美 他 全15名 （10月15日、KUKI KDV-079）＊KUKI20周年記念作品
- 全部見せます!（10月20日、h.m.p）
- 性霊たちの戯れ 若菜瀬奈・麻田かおり（12月21日、h.m.p）
- 巨乳大噴火 5連続ボイン! 夢野まりあ・相原涼・桐嶋みう・若菜瀬奈 他（12月21日、h.m.p）
- 人間廃業ファイル'99 若菜瀬奈・矢沢ようこ・三浦あいか・小室友里 他（12月24日、アリスJAPAN）
- 新・東京流れ者 流れAV監督慕情編（12月25日、ボーダー）＊映画「若菜瀬奈 恥じらいの性」のビデオ版

2000年
- 珠玉（2月25日、アトラス21）
- マウスペット20 おくちでGO!! 小室友里・藤森かおり・夢野まりあ・若菜瀬奈 他 全20名（3月31日、HRC）
- MILLENNIUM vol.1 若菜瀬奈・小室友里・木ノ内つぐみ（4月21日、メディアバンク）
- シェールベストセレクション 3 若菜瀬奈・小室友里・大沢瞳・小川明日香 他（4月28日、HRC）
- バニー 日吉亜衣・若菜瀬奈・君矢摩子 他（6月16日、メディアバンク）
- 猥褻ビーナス 若菜瀬奈・藍川めぐみ・水沢アンナ・杉浦のん 他（7月21日、メディアバンク）
- 2000年限定 ミレニアムコレクション 淫らで卑猥な果実たち Ver.3.0 可愛つぐみ・葉山小姫・夏川ひかる・若菜瀬奈 他（8月11日、芳友舎J）
- アトラス MEGA MIX 1 極上の女神たち（8月11日、アトラス21 A00-081）VHS 全18名
  - アトラス MEGA MIX 1 極上の女神たち（2015年8月31日、アトラス21 AVD-051）DVD 全18名
- 賭事女王 GAMBLE QUEEN-1（8月19日、ポニーキャニオン）＊テレビドラマ「賭事女王 GAMBLE QUEEN」のビデオ版
- 賭事女王 GAMBLE QUEEN-2（8月19日、ポニーキャニオン）＊テレビドラマ「賭事女王 GAMBLE QUEEN」のビデオ版
- 賭事女王 GAMBLE QUEEN-3（8月19日、ポニーキャニオン）＊テレビドラマ「賭事女王 GAMBLE QUEEN」のビデオ版
- 賭事女王 GAMBLE QUEEN-4（8月19日、ポニーキャニオン）＊テレビドラマ「賭事女王 GAMBLE QUEEN」のビデオ版
- ヴァーチャルSEX（9月8日、h.m.p）
- 口全ワイセツスペシャル 2（9月23日、h.m.p）
- アトラスMEGA-MIX 極上の女神たち しいな純菜・岡崎美女・可愛あずさ・若菜瀬奈 他（9月26日、アトラス21）
- Gallery（ギャラリー）（10月20日、ビデオバンク）
- アリスJAPAN 2001 あいだもも・白石ひとみ・朝岡実嶺・三浦あいか・若菜瀬奈 他 全24名（12月8日、アリスJAPAN）
- KUKI Best COLLECTIONS 1 若菜瀬奈・夏樹みゆ・樹原まい 他（12月15日、KUKI）

2001年
- NEO出血大制服完全版 1 若菜瀬奈・三田友穂・青木詩央里・みなみありす 他（1月17日、アトラス21）
- 妹の下着オークション 若菜瀬奈・桜井風花・吉川梨香 他（1月18日、KUKI）
- ワイセツアドベンチャー ドキドキ妹編＆アツアツ新婚編（2月23日、トライハート）他出演：神楽坂ケイ
- 妖宴 SPECIAL EDIT 若菜瀬奈・池上恵美・麻生早苗 他（3月23日、HRC HDV-4）全5名
- COOL＆HEAT 冷たい瞳と激しい肉体（6月1日、HRC）
- H秘書はナマがお好き THE BEST 金沢文子・草凪純(加納瑞穂)・若菜瀬奈 他（6月23日、HRC）
- AVアイドル潮吹き120分! 葵みのり・小沢まどか・麻生早苗・若菜瀬奈 他（7月27日、h.m.p）
- コールガール eleven 鈴木真奈美・若菜瀬奈 他（8月24日、デジタルドリームデベロップメント）
- 巨乳女学園 消えた女教師 瞳リョウ・有賀美穂・七瀬あゆみ・若菜瀬奈 他（9月21日、h.m.p）
- 若菜瀬奈スペシャル（10月19日、アリスJAPAN）＊「一途な恋」「突きに願いを…」を収録
- 激唇 super vol.1 三咲まお・若菜瀬奈・草凪純（11月9日、メディアバンク）
- Sweet バニーCLUB 小沢まどか・若菜瀬奈・可愛あずさ・水谷リカ・三浦あいか 他（11月13日、アトラス21）
- コスプレ殿堂 ザ・ベスト 若菜瀬奈・森高千春・三宮里緒 他（11月21日、ビデオバンク）
- おしゃぶりギャル32人コスプレ120分 星野ひかる・小沢まどか・鮎川あみ・深田美穂・若菜瀬奈 他 全32名（12月22日、h.m.p）

2002年
- 若妻家庭教師 誘惑の個人授業（1月5日、レジェンド・ピクチャーズ）＊Vシネマ「若妻家庭教師 誘惑の個人授業」のビデオ版
- GLAY'z巨乳4時間SPECIAL 山口ナオミ・姫宮エリカ・夢野まりあ・若菜瀬奈 他（4月5日、グレイズ）
- 妹の下着  若菜瀬奈・桜井風花・吉川梨香 他（4月25日、KUKI）
- A.I. ATLAS INTEGRAL しいな純菜・みなみありす・葵みのり・若菜瀬奈 他 全50名（6月21日、アトラス21）
- 可愛いお口でピュー 清水かおり・小沢まどか・井上詩織・若菜瀬奈 他（8月21日、ビデオバンク）
- Atlas Adult Actress Vol.1 16人の射激祭 鮎川あみ・桜樹ルイ・鈴木麻奈美・川浜なつみ・若菜瀬奈 他 全16名（9月10日、アトラス21）
- アトラスMEGA MIX 1 小沢まどか・若菜瀬奈・麻生早苗・松本まりな 他 全18名（10月1日、アトラス21）

2003年
- ノーカット・バリューパック!! 若菜瀬奈（10月3日、アリスJAPAN）＊「パンスト天使」「女尻」「逆ソープ天国」を収録
- ノーカット・バリューパック!! 若菜瀬奈 2（11月7日、アリスJAPAN）＊「聖★痴女」「人間廃業」「若菜瀬奈の出張ワイフ」を収録
- Sensitive～敏感～（12月24日、アトラス21）

2004年
- ク・チ・ビ・ル 三田友穂・若菜瀬奈（12月24日、ベスト・パートナーズ）

2005年
- LEGEND GIRLS 7（3月11日、HRC）＊「妖宴 5／若菜瀬奈」「新任女教師 甘い放課後／宮木汐音」「官能クイーンは溢れすぎ／高倉みなみ」「胸烈／愛咲ゆかり」「猥褻Ｆカップ絶頂／鈴川玲理」の5作品を収録

2006年
- あのアイドルが新基準モザイクで甦る[伝説の女優16人]（8月10日、ビデオバンク BNDV-384）全16名
- PLAYBACK 若菜瀬奈（8月25日、KUKI）＊「新・妹の下着 9」「変貌 3」「放課後泥棒」を収録

2007年
- NEO出血大制服SPECIAL SPECIAL BOX 2 桜井風花・三浦あいか・若菜瀬奈（4月13日、NEO ATLAS）
- アリスピンクファイル あの新基準モザイクで魅せる!（7月13日、アリスPINK）[3]
- 巨乳学園～オッパイいっぱいの放課後～ 若菜瀬奈・七瀬あゆみ・有賀みほ・瞳リョウ 他（10月31日、ビデオバンク）＊「巨乳女子校生 こちらSEX捜査本部/若菜瀬奈」「はみだし女教師 デカ乳系/瞳リョウ」を収録

2008年
- AV殿堂作品!! S級女優COLLECTION 8時間 VOL.1 藤崎みなみ・若菜瀬奈・麻生早苗 他（1月19日、A-BOX）
- アリスピンクファイル 若菜瀬奈 2（10月10日、アリスPINK）[3]

2009年
- あのアイドルがスーパーリマスターREMIXで甦る（3月21日、ビデオバンク）[4]
- h.m.pカウントダウン 2009 乙井なずな・水元ゆうな・金沢文子・若菜瀬奈 他（5月21日、h.m.p）
- 復刻 一途な恋（10月9日、アリスPINK）[3]
- 復刻 突きに願いを…（12月11日、アリスPINK）[3]

2010年
- スーパー吉村卓Bomb! 8時間 明日花キララ・古都ひかる・綾瀬ティアラ・白咲舞・若菜瀬奈 他 全25名（4月21日、ビデオバンク）

2011年
- アリスピンクファイル歴代人気女優20名（6月24日、アリスJAPAN PDV-141）全20名

2012年
- 美少女AV女優の頂点 1990年代セレクション 金沢文子・氷高小夜・鈴木麻奈美・矢沢ようこ・三浦あいか・若菜瀬奈 他 全24名（1月7日、オールアダルトジャパン）
- やりすぎ家庭教師 ミラクルBEST 8時間 小室友里・小沢まどか・星野杏里・長谷川瞳・若菜瀬奈 他 全26名（2月3日、ビデオバンク）
- メーカー横断ベスト!!! カンパニー松尾8時間 林由美香・若菜瀬奈・大越はるか 他（2月13日、オールアダルトジャパン）

2013年
- カンパニー松尾×h.m.p 秋山祥子・神谷まゆ・若菜瀬奈 他（7月6日、h.m.p）

2015年
- 若菜瀬奈BEST 2枚組6時間（1月23日、アリスJAPAN）[3]

2018年
- 中高年男性に送る懐かしのアリスJAPANスター女優BEST 朝岡実嶺・美里真理・美竹涼子・若菜瀬奈 他 全20名（12月13日、アリスJAPAN）

発売年不明
- 超絶猥褻描写 PART-2（マスターベーダー MVR-10）VHS
- 新性器バトル対決!! ROUND 9 細川百合子・若菜瀬奈（Battle Royal BR-09）VHS
- ピュアルージュ エクスタシィ 20（ルナティック・ビデオ PR-20）VHS

### イメージビデオ、プロレス関係ビデオ 等
- FAIRY DOLL（美少女EROS恋写館30）（1998年2月15日、英知出版）
- FMWオフィシャル・ビデオ(21) FMWリストラ大作戦!～興奮の後楽園3DAYS（1999年9月22日、東芝EMI）＊プロレス関係
- FMW 踊るFMW大激戦! 凄絶!Hvsハヤブサ 肛門爆破マッチ（1999年12月8日、東芝EMI）＊プロレス関係
- FMWオフィシャル・ビデオ(25) FMWマグニチュード2000（2000年3月23日、東芝EMI）＊プロレス関係
- ゆらら2 静岡県熱海温泉編（2000年7月20日、ソフト・オン・デマンド）SENA 名義
- FMWオフィシャル・ビデオ(30) STORY OF THE F 6-STAGE（2000年12月6日、東芝EMI）＊プロレス関係

### CD シングル
- 黄色いサクランボ c/w チェリーボンバーズ・ア・ゴー・ゴー!(チェリーボンバーズ名義) (1999年7月14日、アスパイア・ミュージック(SMEインターメディア)) CBA-1001

## 出演

### 映画
- 若菜瀬奈 恥じらいの性 (1999年8月3日公開、オフィスバロウズ、配給:大蔵映画) 監督:柴原光[9]
ビデオ版は『新・東京流れ者 流れAV監督慕情編』 (1999年12月25日、ボーダー)

### オリジナルビデオ・Vシネマ
- 新人アナウンサー（1998年2月21日、mermaid）監督:石川健一 共演：武田和季 他 [10]
- 新 校内写生（1998年7月1日、スリーヴィ・ジャパン=日本コロムビア）監督:干支独活 共演:小川明日香、小野美晴 他[11]
- 部下の若妻（1998年8月1日、ピンクパイナップル）監督:三宅雅之  共演：水原美々 他[12]
- 女家庭教師 恥じらいの個人授業（1998年9月22日、TMC）監督:坂本太 助演のみ[13]
- 性犯罪白書 2（1998年9月25日、ピンクパイナップル）第1話「ノーパンバーの女」監督:西村和明[14]
- 新・のぞき屋 盗聴尾行（ストーカー）のぞきます（1998年10月25日、バンダイビジュアル) 監督:横井健司 - 助演のみ[15]
- 告白の性 私、コクるんです（1999年2月25日、ビームエンタテインメント）監督:真村涼 他 6話のオムニバス[16]
- 七人の女（1999年2月28日、Vアダルトシネマ（銀河映像））監督:笠井雅裕 主演:キューティー鈴木、共演:久野真紀子、草凪純、三田友穂、小木茂光、三上寛 他 - キューティー鈴木プロレスラー引退記念作品
- 若妻家庭教師 誘惑の個人授業（1999年6月21日、レジェンド・ピクチャーズ）監督:久保寺和人[17]
- 性霊伝説 時を彷徨う愛（1999年6月30日、銀河映像）監督:森口緑 共演:白石ことこ、桐島みう、天宮かのん、麻田かおり、宍戸勝、寺田農 (特別出演) ほか
- 新・痴漢白書（1999年7月9日、ピンクパイナップル）監督:伊藤正治[18]
- 怨霊（1999年11月5日、イメージファクトリー・アイエム）監督:横山浩幸 助演のみ[19]
- 私はオンナ 美人人妻性感遊戯（2000年4月18日、リップス）監督:干支独活 天野しゅうけい[20]
- イマドキの女（性）図鑑（2001年6月1日、リップス）監督:丁無馬屯[21]
- 若妻家庭教師スペシャル 人妻性体験告白（2001年、ラインコミュニケーションズ）監督:小渕アキラ 久保寺和人 杉山太郎 3話のオムニバス[22]
- キャスターの性 The Best（2005年4月25日、マーメイド）監督:石川健一 他 ＊「新人アナウンサー／若菜瀬奈」ほか 4話のオムニバス[23]

### PV
- SUPERCAR「BE」(ビデオ、DVDのP.V.Dに収録、公式YouTube。)お世話になったAV女優役

### テレビドラマ
- エコエコアザラク 第16話 -受胎 THE PREGNANT- (1997/08/02～ 全26回 テレビ東京、テレビ大阪)
- 賭事女王 GAMBLE QUEEN 第9話 (1999/10/11 ～ 全20 回、フジテレビ)

### その他のテレビ番組
- ここがヘンだよ日本人 (TBS)小室友里、本城小百合と共演。
- 雷波少年（日本テレビ）ドロンズのコント企画の際にインタビュイーとして出演。
- 新橋ミュージックホール (日本テレビ)出演後、ユースケ・サンタマリアと熱愛報道される。
- 出動!ミニスカポリス (テレビ東京)チェリーボンバーズとして出演。
- ギルガメッシュないと (1997年5月17・6月14日・7月5日・1998年1月24日、テレビ東京)[24]
- トゥナイト2 (テレビ朝日)
- タモリ倶楽部 (1998年8月28日、テレビ朝日)[25]
- 火・曜・特・番!!「爆笑伝説!志村けんの変なおじさんVSネプチューン大決戦!!」 (1999年12月7日、フジテレビ)
- チェリーボムの各番組(アスパイアビジョン)

ほか

## 書籍

### 写真集
- Wet Dream 完全露出裸美少女12人永久保存写真集（1997年11月25日、撮影:横山こうじ、司書房）ISBN 9784812800843
- DAHLIA（1998年1月25日発行、撮影:小町剛廣、バウハウス）ISBN 9784894611122
- FRUIT BANANA おいしい美少女コレクション 夏木あやの・小沢まどか・若菜瀬奈 他（1998年4月7日発行、撮影:山木隆夫、コスミックインターナショナル）ISBN 9784885327285
- Cherry Bombers（チェリーボンバーズ名義）（1999年9月3日発行、撮影:山岸伸、ドリームワークス出版）
- チェリーボンバーズ写真集 桜井風花・若菜瀬奈・桜真琴・本城小百合（1999年9月13日、撮影:山岸伸、テイ・アイ・エス）ISBN 9784886182074
- あだると「超A級裸体ワイセツ伝説」 草凪純・若菜瀬奈・小室友里・矢沢ようこ 他（1999年11月24日、撮影:小池伸一郎、ぶんか社）ISBN 9784821160945
- 艶裸 -ENRA- 大和撫子色香裸体写真集 桜井風花・室生奈々・倉持茜・坂巻リオナ・若菜瀬奈（1999年11月25日、撮影:横山こうじ・西尾和久・安藤青太、司書房）ISBN 9784812803325
- 野川イサム写真集 超実物大 2 小沢まどか・麻宮淳子・鈴木麻奈美・若菜瀬奈 他（1999年12月20日、撮影:野川イサム、ブックマン社）ISBN 9784893083821
- 写真集 アサヒ芸能スペシャル naughty! 美女は淫らである。 若菜瀬奈・桜井風花・葵みのり・有賀みほ 他（2000年1月20日、撮影:伴田良輔、徳間書店）ISBN 9784197100880

### 雑誌
- 写真集系雑誌 PHOTO SHOT SPECIAL(3) '97美少女年鑑 SPECIAL 50+1 小沢まどか・小森愛・金沢文子・荒井まどか・若菜瀬奈 他（1997年8月10日、英知出版）
- 写真集系雑誌 VIRGIN NUDE 3 金沢文子・上原あやか・若菜瀬奈・麻生早苗 他（1998年1月20日、英知出版）
- 写真集系雑誌　PHOTO SHOT Vol.29 三咲まお・萩原舞・水野はるき・若菜瀬奈 他（1998年2月25日、英知出版）
- 写真集系雑誌　チョベリグ!!写真集 椎名みお・森下くるみ・高樹マリア・若菜瀬奈 他（1999年7月31日、東京三世社）